# 第一炉香 (电影)
《第一炉香》是许鞍华执导的华语剧情片，王安忆编剧，改编自张爱玲1943年的成名作《沉香屑·第一爐香》。马思纯、俞飞鸿、彭于晏主演。2020年入选第77屆威尼斯影展非竞赛展映单元。2021年10月22日在中国大陆上映。

## 剧情
1940年代，上海女中学生葛薇龙为躲避战乱到香港读书时，因生活面临拮据去寻求其姑妈梁太太的帮助，在那里她认识并爱上了富二代浪子乔琪乔，为了能够拥有足够的钱财以便与乔琪乔结婚，她还与姑妈的好友富商司徒协发展起了一段关系。与此同时，梁太太则看上了葛薇龙的男同学卢兆麟，并资助他出国读书。

## 角色
| 演員   | 角色       | 備註                                                       |
| 马思纯 | 葛薇龙     | 来自上海的女中学生                                         |
| 俞飞鸿 | 梁太太     | 葛薇龙姑妈，风流寡妇，因嫁到香港梁家当小姨太而与娘家人不和 |
| 彭于晏 | 乔琪乔     | 富二代，花心浪子                                           |
| 范伟   | 司徒协     | 富商，梁太太好友                                           |
| 张钧甯 | 睨儿       | 梁太太丫鬟，个性温顺                                       |
| 张佳宁 | 睇睇       | 梁太太丫鬟，个性泼辣                                       |
| 梁洛施 | 吉婕       | 乔琪乔妹妹                                                 |
| 尹昉   | 卢兆麟     | 葛薇龙同学                                                 |
| 白冰   | 姨太太     | 乔诚爵士新娶的小老婆                                       |
| 秦沛   | 乔诚爵士   | 乔琪乔父亲，娶了很多老婆                                   |
| 張寶華 | 梁太太朋友 | 梁太太的朋友（客串）                                       |

## 制作
这是继1984年电影《倾城之恋》、1997年电影《半生缘》之后，第三部改编自张爱玲作品的许鞍华电影。对于马思纯、彭于晏等选角，不少书迷和评论人认为让他们饰演书中的人物不合适。
2019年5月22日开机拍摄，取景地有厦门、上海。2019年8月3日，正式杀青。杜可风摄影，和田惠美任服装设计，坂本龙一配乐。

## 发行

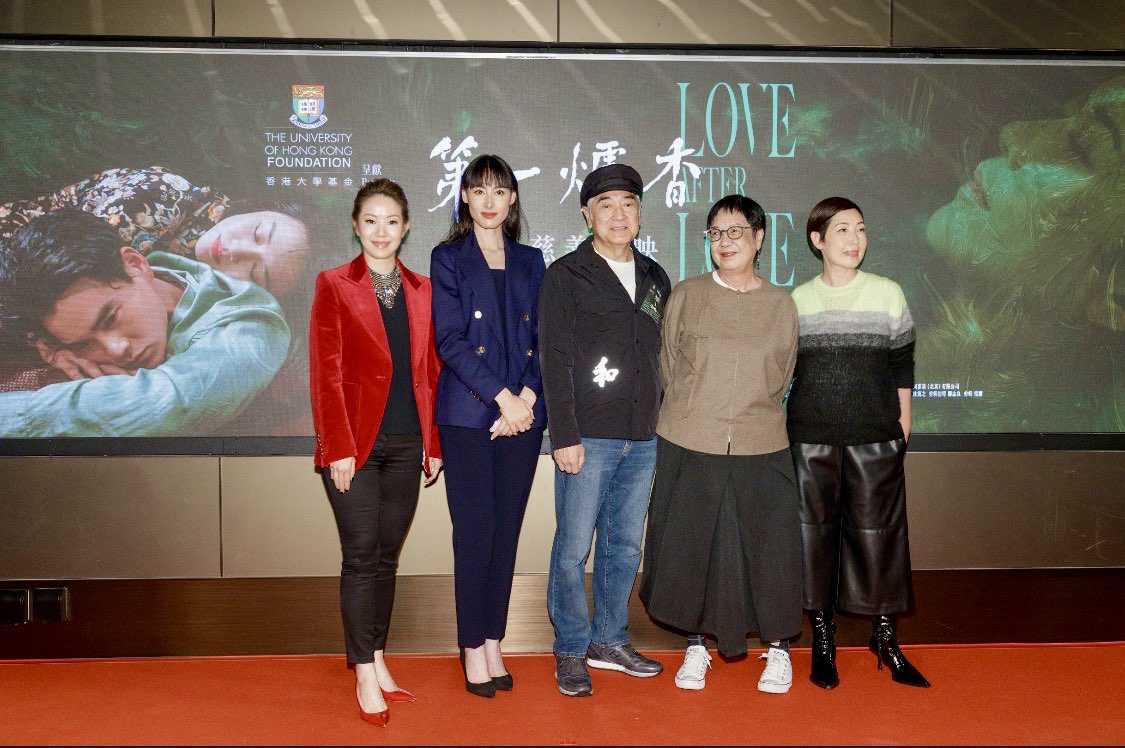
許鞍華、秦沛、張寶華、梁洛施、黎芷珊出席《第一爐香》香港大學籌款嘅慈善首映礼，2021年11月18日

2020年7月20日，由中国知名设计师黄海操刀设计的《第一炉香》海报公布，也是他继《黄金时代》后再次为许鞍华作品设计海报。
影片在第77届威尼斯电影节、第25届釜山国际电影节和第33届东京电影节放映，2021年10月22日在中国大陆上映。
在影评网站上，本片的大众评分在许鞍华作品中是最低的，好评主要在姑妈角色的塑造、画面和配乐方面，选角争议、马思纯和彭于晏的表演和故事得到较多批评。中国大陆取得6400万人民币票房。
1905电影网的影评写道：“影片在文本的编排架构上体现出对原著的尊重，葛薇龙与姑妈之间的亲情博弈和与乔琪乔的爱情拉锯，成为叙事上的两大支柱，主宰着主人公的命运浮沉。结尾部分对于小说结局的续写，是导演跳出书本后的全新解读，也是完全属于她的个人发挥空间。不过，电影在叙述方式上更倾向多平铺直叙，少隐晦暗喻，难免缺乏了几分赏味把玩的乐趣。在场景和道具方面，影片尽可能地向原作靠拢，力求还原张爱玲笔下这则活色生香的香港故事。它是一则身披爱情外衣的寓言故事，当中有对浮华的精巧雕琢，也有对人性的凌厉审视。徘徊在自欺与自省之间的葛薇龙，处心积虑守卫自我城池的梁太太，温顺的睨儿，泼辣的睇睇……在这则以女性角色为主导的“她”故事中，涌现出了许多鲜活的银幕形象。”

## 獎項
| 年份 | 颁奖典礼             | 奖项             | 姓名           | 结果 |
| ---- | -------------------- | ---------------- | -------------- | ---- |
| 2022 | 第40屆香港電影金像獎 | 最佳攝影         | 杜可風、蔡高比 | 提名 |
| 2022 | 第40屆香港電影金像獎 | 最佳美術指導     | 趙海           | 提名 |
| 2022 | 第40屆香港電影金像獎 | 最佳服裝造型設計 | 和田惠美       | 提名 |
| 2022 | 第40屆香港電影金像獎 | 最佳原創電影音樂 | 坂本龍一       | 獲獎 |

## 外部連結
- 时光网上《第一炉香》的資料（简体中文）
- 豆瓣电影上《第一炉香》的資料 （简体中文）
- 互联网电影数据库（IMDb）上《第一炉香》的资料（英文）
- 1905电影网上《第一炉香》的资料（简体中文）